# Rogers Cup 2012
Der Rogers Cup 2012 war ein Tennisturnier der WTA Tour 2012 für Damen in Montreal, das vom 7. bis zum 13. August 2012 stattfand und ein Tennisturnier der ATP World Tour 2012 für Herren in Toronto, das vom 6. bis zum 12. August 2012 stattfand.

## Herren
→ Hauptartikel: Rogers Cup 2012/Herren

## Damen
→ Hauptartikel: Rogers Cup 2012/Damen